# هومنباد
هومنباد (كانادا:ಹುಮ್ನಾಬಾದ್) هي بلدة هندية تقع في منطقة بيدار في ولاية كارناتاكا.